# Carlos Dívar
José Carlos Dívar Blanco, né le 31 décembre 1941 à Malaga et mort le 11 novembre 2017 à Madrid, est un juge espagnol. Il est président du Tribunal suprême et du  Conseil général du pouvoir judiciaire (CGPJ) entre 2008 et 2012.

## Biographie
José Carlos Dívar Blanco naît le 31 décembre 1941 à Malaga.
Après avoir obtenu sa licence en droit à l'université de Deusto. Affecté dans divers tribunaux, il est nommé au quatrième tribunal central d'instruction, à Madrid, en 1980. Entre 2001 et 2008, il préside l'Audience nationale.
Il est élu en septembre 2008 président du Conseil général du pouvoir judiciaire (CGPJ), donc du Tribunal suprême. Il est présenté comme un magistrat consensuel aux convictions conservatrices. Il démissionne en juin 2012, après qu'il a été révélé qu'il avait effectué de nombreux voyages aux frais du CGPJ sans justifier de leur caractère professionnel. Il est remplacé par Gonzalo Moliner (es), jusqu'alors président de la chambre sociale du Tribunal suprême et de tendance progressiste.
Carlos Dívar meurt de maladie à Madrid le 11 novembre 2007.